# Nacherfüllung
Unter Nacherfüllung versteht man im deutschen Schuldrecht das dem Käufer beim Kaufvertrag und dem Besteller beim Werkvertrag eingeräumte Gewährleistungsrecht, das ihm einen Anspruch auf Nachbesserung oder Nachlieferung einräumt, sofern der Leistungsgegenstand im Zeitpunkt des Gefahrübergangs einen Mangel aufweist.
Bei der Nacherfüllung handelt es sich um das primäre Gewährleistungsrecht des Kauf- und des Werkvertragsrechts: Bevor der Käufer oder der Besteller auf andere Rechte, etwa Rücktritt, Minderung oder Schadensersatz zurückgreifen darf, muss er seinem Vertragspartner grundsätzlich die Möglichkeit geben, den Mangel zu beseitigen. Dies beruht auf der Erwägung, dass Verträge grundsätzlich zu erfüllen sind und nur in Ausnahmefällen auf andere Weise abgewickelt werden sollen.
Die geltende Regelung der Mängelansprüche beruht auf dem am 1. Januar 2002 in Kraft getretenen Gesetz zur Modernisierung des Schuldrechts. Das Recht auf Nacherfüllung ist im Kaufrecht in § 437 Nr. 1, § 439 BGB und im Werkvertragsrecht in § 634 Nr. 1, § 635 BGB geregelt.

## Nacherfüllung beim Kaufvertrag (§ 439 BGB)

### Entstehungsgeschichte
Der kaufrechtliche Anspruch auf Nacherfüllung wurde im Rahmen des Schuldrechtsmodernisierungsgesetzes geschaffen, das mit Wirkung zum 1. Januar 2002 in Kraft trat. Das Gesetz, das zu einer umfassenden Reform des von vielen als überholt und reformbedürftig empfundenen Schuldrechts führte, diente im Bereich des Kaufrechts insbesondere der Umsetzung der europäischen Verbrauchsgüterkaufrichtlinie. Durch diese Richtlinie sollte eine EU-weite Mindestharmonisierung des Gewährleistungsrechts für den Kauf eines Verbrauchers von einem Unternehmer erfolgen. Zu diesem Zweck machte sie Vorgaben zum Nacherfüllungsrecht. Der deutsche Gesetzgeber ging über die europäische Zielvorgabe hinaus, indem er das Nacherfüllungsrecht in § 439 BGB im allgemeinen Kaufrecht einheitlich für alle Arten von Käufen regelte. Hierdurch wollte er Kaufverträge so weit wie möglich den gleichen Regelungen unterwerfen.
Die europarechtliche Prägung des deutschen Kaufrechts hatte zur Folge, dass dessen Auslegung maßgeblich durch die Rechtsprechung des Europäischen Gerichtshofs (EuGH) beeinflusst wurde, dessen Auslegung des Gemeinschaftsrechts für die Mitgliedstaaten verbindlich ist. So traf das Gericht 2011 mit seinem Urteil in der Rechtssache Weber und Putz eine Grundlagenentscheidung zum Umfang des Nacherfüllungsanspruchs. Diese wurde in den Folgejahren durch Auslegung seitens der deutschen Gerichte fortgeführt.
Mit Wirkung zum 1. Januar 2018 kam es zur ersten Änderung des § 439 BGB, die wesentliche Elemente der Entscheidung Weber und Putz umsetzte. Gemäß Art. 229 § 39 des Einführungsgesetzes zum Bürgerlichen Gesetzbuche findet der neugefasste § 439 BGB auf Kaufverträge Anwendung, die ab dem 1. Januar 2018 geschlossen werden.

### Normierung
§ 439 BGB besitzt seit dem 1. Januar 2022 folgenden Wortlaut:
(2) Der Verkäufer hat die zum Zwecke der Nacherfüllung erforderlichen Aufwendungen, insbesondere Transport-, Wege-, Arbeits- und Materialkosten zu tragen.
(3) Hat der Käufer die mangelhafte Sache gemäß ihrer Art und ihrem Verwendungszweck in eine andere Sache eingebaut oder an eine andere Sache angebracht, bevor der Mangel offenbar wurde, ist der Verkäufer im Rahmen der Nacherfüllung verpflichtet, dem Käufer die erforderlichen Aufwendungen für das Entfernen der mangelhaften und den Einbau oder das Anbringen der nachgebesserten oder gelieferten mangelfreien Sache zu ersetzen.
(4) Der Verkäufer kann die vom Käufer gewählte Art der Nacherfüllung unbeschadet des § 275 Abs. 2 und 3 verweigern, wenn sie nur mit unverhältnismäßigen Kosten möglich ist. Dabei sind insbesondere der Wert der Sache in mangelfreiem Zustand, die Bedeutung des Mangels und die Frage zu berücksichtigen, ob auf die andere Art der Nacherfüllung ohne erhebliche Nachteile für den Käufer zurückgegriffen werden könnte. Der Anspruch des Käufers beschränkt sich in diesem Fall auf die andere Art der Nacherfüllung; das Recht des Verkäufers, auch diese unter den Voraussetzungen des Satzes 1 zu verweigern, bleibt unberührt.
(5) Der Käufer hat dem Verkäufer die Sache zum Zweck der Nacherfüllung zur Verfügung zu stellen.
Der Nacherfüllungsanspruch knüpft an die Pflicht des Verkäufers aus § 433 Abs. 1 S. 2 BGB an, dem Käufer eine mangelfreie Sache zu übergeben und zu übereignen: Liefert dieser dem Käufer eine mangelhafte Sache, erfüllt er seine Pflicht nicht. Daher besteht der Anspruch des Käufers auf Lieferung eines erfüllungstauglichen Kaufgegenstands fort. Durch diese Regelungsstruktur, die seit der Schuldrechtsreform besteht, schloss sich der Gesetzgeber der Nichterfüllungstheorie an, wonach der Verkäufer seine Vertragspflicht erst erfüllt, wenn er dem Käufer eine mangelfreie Sache verschafft. Der Käufer ist daher berechtigt, einen mangelhaften Kaufgegenstand zurückzuweisen.
Der aus § 433 Abs. 1 S. 2 BGB folgende Anspruch des Käufers auf Lieferung einer mangelfreien Sache erlischt jedoch, wenn der Käufer eine mangelhafte Sache gemäß § 363 BGB als Erfüllung annimmt. In diesem Fall treten die Gewährleistungsrechte des Käufers an die Stelle des ursprünglichen Anspruchs aus dem Kaufvertrag. Diese Rechte beinhalten mehrere Modifikationen der Regelungen des allgemeinen Schuldrechts, die speziell auf Kaufverträge zugeschnitten sind, um sachgerechte Ergebnisse zu ermöglichen und kaufrechtlichen Vorgaben des Europarechts zu genügen. Vorrangiges Gewährleistungsrecht des Käufers ist der Anspruch auf Nacherfüllung aus § 439 Abs. 1 BGB. Hierbei handelt es sich um eine modifizierte Form des ursprünglichen Erfüllungsanspruchs. Seine Vorrangrolle ergibt sich daraus, dass die übrigen Gewährleistungsrechte – Rücktritt, Minderung und Schadensersatz – grundsätzlich voraussetzen, dass der Käufer dem Verkäufer eine Frist zur Nacherfüllung gesetzt hat, die erfolglos verstrichen ist. Entbehrlich ist die Frist etwa, wenn der Verkäufer die Nacherfüllung ernsthaft und endgültig verweigert, ein relatives Fixgeschäft vorliegt oder die Nacherfüllung nach Maßgabe des § 440 BGB fehlschlägt. Die Frist zur Nacherfüllung ist nur bei Leistungserfolg gewahrt; die bloße Leistungshandlung genügt nicht.
Der Nacherfüllungsanspruch des § 439 BGB findet unmittelbar auf den Kauf von Sachen und über die Verweisung des § 453 Abs. 1 BGB auch auf den Kauf von Rechten und sonstigen Gegenständen Anwendung.

### Anspruchsvoraussetzungen
Der Nacherfüllungsanspruch erfordert zunächst einen wirksamen Kaufvertragsschluss.
Weiterhin muss der Verkäufer seine vertragliche Pflicht zur Übergabe und Übereignung eines mangelfreien Kaufgegenstands durch die Überlassung einer mangelhaften Sache verletzt haben. Das Gewährleistungsrecht unterscheidet zwischen Sach- und Rechtsmängeln: Ein Sachmangel liegt nach § 434 Abs. 1 BGB vor, wenn die Kaufsache nicht die Beschaffenheit aufweist, die vereinbart oder vorausgesetzt wurde oder billigerweise vom Käufer erwartet werden konnte. Zur Beschaffenheit zählen alle Umstände, welche die Nutzbarkeit des Kaufgegenstands beeinflussen. Dies umfasst Eigenschaften, die unmittelbar der Sache anhaften, sowie äußere Umstände, welche die Nutzbarkeit der Sache erschweren. Gemäß § 434 Abs. 2 S. 1 BGB stellt es ebenfalls einen Sachmangel dar, wenn die Kaufsache fehlerhaft montiert ist. Ist die Sache zur Montage durch den Käufer bestimmt, begründet eine fehlerhafte Montageanleitung gemäß § 434 Abs. 2 S. 2 BGB einen Sachmangel, wenn es dem Käufer nicht gelingt, die Kaufsache fehlerfrei zu montieren. Gemäß § 434 Abs. 3 BGB schließlich auch die Lieferung einer falschen Ware oder einer zu geringen Menge einen Sachmangel dar. Ein Rechtsmangel liegt demgegenüber gemäß § 435 BGB vor, wenn ein Dritter ein Recht am Kaufgegenstand geltend machen kann, das den Käufer in der Nutzung des Gegenstands behindert.
Fordert der Käufer Nacherfüllung, obwohl der Kaufgegenstand keinen Mangel aufweist, macht er sich nach Maßgabe von § 280, § 241 Abs. 2 BGB schadensersatzpflichtig, sofern er zumindest fahrlässig verkennt, dass kein Mangel vorliegt.

### Anspruchsinhalt
Das Gesetz sieht zwei Formen der Nacherfüllung vor, zwischen denen der Käufer wählen darf: Nachbesserung und Nachlieferung. Bei der Nachbesserung beseitigt der Verkäufer den Mangel an der gelieferten Sache. Bei der Nachlieferung übergibt der Verkäufer dem Käufer eine neue, erfüllungstaugliche Sache. Bei der Erklärung über die gewählte Form der Nacherfüllung handelt es sich um eine empfangsbedürftige Willenserklärung.
In der Rechtswissenschaft ist strittig, ob es sich beim Wahlrecht des Käufers um eine Wahlschuld (§ 262-§ 263 BGB) des Verkäufers oder um eine elektive Konkurrenz beider Rechte handelt. Von Bedeutung ist dies für die Frage, ob der Käufer an eine einmal getroffene Wahl gegenüber dem Verkäufer gebunden ist. Im Fall einer Wahlschuld folgt die Bindung unmittelbar aus § 263 Abs. 2 BGB. Nimmt man demgegenüber eine elektive Konkurrenz an, kann sich eine Bindung des Käufers lediglich aus dem Gebot von Treu und Glauben (§ 242 BGB) ergeben, also lediglich in solchen Fällen, in denen der Verkäufer erkennbar auf das Festhalten des Käufers an der gewählten Alternative vertraut.

#### Nacherfüllungsmöglichkeiten bei Stück- und Gattungsschuld
Beide Möglichkeiten der Nacherfüllung stehen dem Käufer offen, wenn die Parteien eine Gattungsschuld vereinbart haben. Hierbei schuldet der Verkäufer die Verschaffung eines Gegenstands, der lediglich nach Gattungsmerkmalen, beispielsweise nach Art, Zahl und Maß, bestimmt ist. Eine solche Schuld liegt beispielsweise beim Kauf eines Neuwagens vor.
Im Fall einer Stückschuld ist demgegenüber strittig, ob das Nacherfüllungsrecht auch die Variante der Nachlieferung umfassen kann. Eine Stückschuld zeichnet sich dadurch aus, dass sich der Kaufvertrag auf einen bestimmten Gegenstand bezieht, dieser also nicht wie bei einer Gattungsschuld lediglich nach bestimmten Gattungsmerkmalen bestimmt ist. Um eine solche Schuld handelt es sich typischerweise bei Gebrauchtwagen, da für die Preisbildung der individuelle Zustand des Fahrzeugs maßgeblich ist. Der Nachlieferung steht bei dieser Form der Schuld entgegen, dass die Parteien lediglich einen bestimmten Gegenstand als erfüllungstauglich betrachten. Daher existiert kein anderer erfüllungstauglicher Gegenstand, der im Rahmen der Nachlieferung beschafft werden könnte. Die vorherrschende Auffassung in der Rechtswissenschaft bejaht dennoch die Möglichkeit, auch bei Stückschulden Nachlieferung zu fordern: Die Verpflichtung des Verkäufers beinhalte die Lieferung eines mit der ursprünglichen Schuld vergleichbaren Gegenstands. Ausgeschlossen sei die Nacherfüllung damit lediglich in den Fällen, in denen der Zustand des konkret ausgewählten Gegenstands für beide Parteien maßgeblich ist. Regelmäßig trifft dies beispielsweise auf Gebrauchtwagen zu. Diese Auffassung argumentiert damit, dass der Gesetzgeber die unterschiedliche Behandlung zwischen Gattungs- und Stückschuld, die dem alten Schuldrecht entstammte, im Rahmen der Schuldrechtsreform weitgehend aufheben wollte. Er bezweckte also eine Gleichbehandlung von Gattungs- und Stückschuld im Gewährleistungsrecht. Einige Stimmen aus der Rechtslehre werfen dieser Ansicht vor, den Umstand zu vernachlässigen, dass der Verkäufer nach dem Willen der Parteien lediglich die Übereignung einer bestimmten Sache schulden soll.

#### Umfang der Varianten der Nacherfüllung
Der Umfang des Nacherfüllungsanspruchs richtet sich nach dem ursprünglichen Erfüllungsanspruch. Der Verkäufer ist also verpflichtet, einen vertragsgemäßen Zustand herzustellen.
Fordert der Käufer Nachbesserung, muss der Verkäufer die gelieferte Ware in einen vertragsgemäßen Zustand versetzen. Fordert er demgegenüber Nachlieferung, muss der Verkäufer die mangelhafte Kaufsache gegen eine mangelfreie austauschen.

##### Ersatz von Ein- und Ausbaukosten
In Bezug auf die Nachlieferung war in der Rechtswissenschaft über einen längeren Zeitraum umstritten, ob der Verkäufer in Fällen, in denen die Kaufsache bereits mit einer anderen Sache untrennbar verbunden oder verarbeitet wurde, lediglich eine neue Sache beschaffen oder auch die Kosten für den Ausbau der mangelhaften und den Einbau der mangelfreien Sache tragen muss. Ein solcher Fall liegt beispielsweise vor, wenn mangelhafte Fliesen vor Erhebung des Nacherfüllungsbegehrens in ein Gebäude eingebaut werden. Der Bundesgerichtshof (BGH) nahm in einem Fall, in dem diese Frage relevant wurde, an, dass eine Verpflichtung des Verkäufers zum Einbau nicht besteht, da der Einbau nicht zum ursprünglichen Pflichtenprogramm des Verkäufers zählte. Eine Verpflichtung zum Ausbau bejahte er hingegen. Zum einen mache die Pflicht des Verkäufers zur Rücknahme der mangelhaften Kaufsache an ihren Belegenheitsort dies erforderlich. Zum anderen fordere der Umstand, dass der Gesetzgeber bei der Neuregelung des Schuldrechts die Verbrauchsgüterkaufrichtlinie umsetzen wollte, eine Herstellung des vertragsgemäßen Zustands. Dies gebiete die Beseitigung des vertragswidrigen Zustands durch den Verkäufer. Allerdings sei die Pflicht durch die Einrede des § 439 Abs. 4 BGB begrenzt, mit der der Verkäufer die Nacherfüllung wegen eines unverhältnismäßig hohen Aufwands verweigern darf.
Da die Frage des Umfangs des Nacherfüllungsanspruchs die Auslegung der Verbrauchsgüterkaufrichtlinie betrifft, legte der BGH dem EuGH im Wege eines Vorabentscheidungsverfahrens die Frage vor, ob es gegen die Richtlinie verstößt, dass der Verkäufer die Nacherfüllung wegen unverhältnismäßiger Kosten verweigern darf. Das Amtsgericht Schorndorf wandte sich kurz darauf mit der Frage, ob der Verkäufer bei Verbrauchsgüterkäufen auch die Einbaukosten tragen muss, ebenfalls an den EuGH. Dieser bejahte beide Fragen in seiner Entscheidung Weber und Putz von 2011: Die Verbrauchsgüterkaufrichtlinie verlange, dass der Nacherfüllungsanspruch für den Käufer nicht mit erheblichen Unannehmlichkeiten verbunden ist. Dieser müsse daher insbesondere vor finanziellen Belastungen geschützt werden. Daher seien bei Verbrauchsgüterkäufen Kosten, die im Rahmen einer Nacherfüllung durch Ein- oder Ausbau entstehen, vom Verkäufer zu tragen. Weiterhin entschied der EuGH, dass der Verkäufer die gewählte Form der Nacherfüllung nicht wegen unverhältnismäßiger Kosten verweigern darf, falls die anderen Modalität der Nacherfüllung nicht möglich ist; ansonsten bestünde die Gefahr, dass der Käufer seinen Nacherfüllungsanspruch insgesamt verliert, was in der Richtlinie nicht vorgesehen ist. Der Verkäufer dürfe den Anspruch des Käufers allerdings auf Kostenersatz auf einen angemessenen Betrag beschränken, sofern ihn die gesamten Kosten übermäßig belasteten.
Da die Auslegung des EuGH für die Mitgliedstaaten bindend ist, setzte die deutschen Rechtsprechung die Vorgaben des EuGH durch entsprechende Auslegung des § 439 BGB um. Hierbei unterschied sie jedoch trotz der Platzierung des § 439 BGB im allgemeinen Kaufrecht zwischen Verbrauchsgüterkäufen und sonstigen Käufen und erstreckte das vom EuGH vorgegebene Pflichtenprogramm nur auf erstere, nahm also eine gespaltene Auslegung vor.
Der Gesetzgeber reagierte auf die EuGH-Rechtsprechung durch Änderung des § 439 BGB zum 1. Januar 2018. In § 439 Abs. 3 S. 1 BGB begründete er für alle Arten von Kaufverträgen die Pflicht des Verkäufers, dem Käufer die notwendigen Aufwendungen für Ein- und Ausbau der mangelhaften Sache zu erstatten.

##### Ersatz von Aufwendungen
Ebenfalls umstritten war, ob der Käufer verlangen kann, dass der Verkäufer Aufwendungen, die der Käufer auf die anfänglich gelieferte Sache gemacht hat, an der nachgelieferten Sache vornimmt oder ihrem Wert erstattet. Um solche Aufwendungen handelt es sich beispielsweise beim Lackieren eines Möbelstücks.
Bis zur Entscheidung des EuGH in der Rechtssache Weber und Putz ging die überwiegende Auffassung in der Rechtswissenschaft davon aus, dass solche Verluste als Beeinträchtigungen des Integritätsinteresses des Käufers nur unter den zusätzlichen Voraussetzungen eines Schadensersatzanspruchs geltend gemacht werden können. Infolge der Entscheidung des EuGH gehen einige Rechtswissenschaftler demgegenüber davon aus, dass Aufwendungen eines Verbrauchers nach § 439 Abs. 1 BGB zu ersetzen seien.

#### Kosten der Nacherfüllung
Gemäß § 439 Abs. 2 BGB trägt der Verkäufer die Kosten der Nacherfüllung. Hierzu zählen beispielsweise Reparatur- und Transportkosten. Sofern der Käufer Aufwendungen zwecks Nacherfüllung vornimmt, gibt ihm § 439 Abs. 2 BGB nach überwiegender Auffassung in Rechtsprechung und Lehre einen Anspruch auf Erstattung dieser Kosten. Beauftragt der Käufer beispielsweise einen Gutachter damit, den Mangel ausfindig zu machen, damit der Verkäufer diesen anschließend beseitigen kann, kann der Käufer über § 439 Abs. 2 BGB Ersatz der Gutachterkosten fordern. Nach einer Gegenansicht enthält die Vorschrift lediglich eine Kostenzuweisung; ein Erstattungsanspruch könne der Käufer lediglich auf §§ 437 Nr. 3, 280 Abs. 1 BGB stützen, der anders als § 439 BGB ein Verschulden voraussetzt.
Die Kostentragungspflicht kann gemäß § 309 Nr. 8 b cc BGB nicht durch allgemeine Geschäftsbedingungen abbedungen werden.

#### Ort der Nacherfüllung
Strittig ist in der Rechtswissenschaft, wo der Erfüllungsort der Nacherfüllung liegt, an welchem Ort der Verkäufer also nacherfüllen muss. Das Kaufrecht enthält hierzu keine spezifische Vorgabe.
Rechtsprechung und überwiegende Lehre gehen davon aus, dass sich der Ort, an dem der Verkäufer die von ihm geschuldete Nacherfüllung zu erbringen hat, nach der allgemeinen Vorschrift des § 269 Abs. 1 BGB bestimmt. Hiernach richtet sich der Erfüllungsort vorrangig nach der Parteivereinbarung, so kann insbesondere eine Vereinbarung über den Erfüllungsort der ursprünglichen Leistungspflicht auch eine Vereinbarung über den Ort der Nacherfüllung darstellen. Sofern eine Parteiabrede nicht besteht, beurteilt sich der Ort der Nacherfüllung nach den jeweiligen Umständen des Einzelfalls. Zu diesen Umständen zählt insbesondere die Art der vorzunehmenden Leistung. So muss die Reparatur eines Kraftfahrzeugs wegen des Bedarfs an Werkstatttechnik und Personal im Regelfall beim Verkäufer erfüllt werden. Weiterhin von Bedeutung sind die Ortsgebundenheit der Kaufsache, die Verkehrsanschauungen, Handelsbräuche und das Ausmaß der Unannehmlichkeiten, welche die Nacherfüllung für den Käufer mit sich bringt. Der letztgenannte Aspekt ist durch die Verkaufsgüterkaufrichtlinie beeinflusst.
Einige Rechtswissenschaftler gehen demgegenüber davon aus, dass § 269 BGB durch Besonderheiten des Kaufrechts überlagert wird. Der Ort der Nacherfüllung liege hiernach – in den Grenzen des § 242 BGB – stets am Belegenheitsort der Sache. Diese Auffassung argumentiert anhand der Verbrauchsgüterkaufrichtlinie. Zum einen solle der Käufer nicht das Risiko tragen, dass sein dem Grunde nach berechtigtes Nacherfüllungsverlangen aufgrund der Wahl eines falschen Nacherfüllungsorts unwirksam ist. Schließlich ist ein Nacherfüllungsverlangen nur dann wirksam, wenn der Käufer bereit ist, die Kaufsache am Ort der Nacherfüllung bereitzustellen. Zum anderen müsse die Nacherfüllung gemäß Art. 3 Abs. 3, 4 ohne erhebliche Unannehmlichkeiten für den Verbraucher und auf Kosten des Verkäufers erfolgen. Dieser Ansicht wird entgegengehalten, den Verkäufer stärker zu belasten, als es europarechtlich geboten und sachgerecht sei.
Eine weitere Auffassung betrachtet als Ort der Nacherfüllung den Ort, an dem die ursprüngliche Leistungspflicht zu erfüllen war, um eine möglichst präzise Bestimmung des Nacherfüllungsorts vorzunehmen. Das Interesse des Käufers, insbesondere des Verbrauchers, werde über die Kostentragungsregel des § 439 Abs. 2 BGB in angemessener Weise geschützt.

### Ausschluss der Nacherfüllung
Die Pflicht, die vom Käufer gewählte Art der Nacherfüllung vorzunehmen, entfällt, wenn sie gemäß § 275 BGB unmöglich ist. Unmöglichkeit liegt vor, wenn der Schuldner die Leistung nicht erbringen kann, die Nacherfüllung einen Aufwand erfordert, der in grobem Missverhältnis zum Gläubigerinteresse steht oder die Leistung dem Gläubiger aus persönlichen Gründen nicht zumutbar ist. Sind beide Formen der Nacherfüllung unmöglich, kann der Käufer vom Vertrag zurücktreten oder den Kaufpreis mindern. Ist die Nacherfüllung teilweise unmöglich, muss er nach überwiegender Auffassung nacherfüllen, soweit ihm dies möglich ist; im Fall einer solchen Beschränkung spricht man von einem Ausbesserungsanspruch.
Weiterhin ist der Nacherfüllungsanspruch entsprechend § 323 Abs. 6 BGB ausgeschlossen, wenn der Käufer überwiegend für den Mangel verantwortlich ist.
Schließlich räumt § 439 Abs. 4 S. 1 BGB dem Verkäufer das Recht ein, die vom Käufer gewählte Form der Nacherfüllung zu verweigern, wenn sie mit unverhältnismäßigen Kosten verbunden ist. Unverhältnismäßigkeit kann sich insbesondere aus einem hohen Nacherfüllungsaufwand ergeben, der in keinem angemessenen Verhältnis zum Interesse des Käufers am Erhalt der mangelfreien Leistung steht. Dies wird als absolute Unverhältnismäßigkeit bezeichnet. Die Schwelle der Unzumutbarkeit ist niedriger als bei dem allgemeinen Leistungsverweigerungsrecht wegen wirtschaftlicher Unzumutbarkeit aus § 275 Abs. 2 BGB. Der Gesetzgeber wollte durch dieses Leistungsverweigerungsrecht insbesondere Händler schützen, die nicht gewerblich handeln oder über keine eigenen Reparaturmöglichkeiten verfügen. Unverhältnismäßigkeit kann sich ferner daraus ergeben, dass die vom Käufer gewünschte Art der Nacherfüllung mit einem wesentlich größeren Aufwand verbunden ist, als die alternative Nacherfüllungsform. Dies trifft beispielsweise zu, wenn der Käufer bei einer teuren Kaufsache die Neulieferung begehrt, obwohl eine Reparatur der mangelhaften Sache vergleichsweise kostengünstig möglich wäre. In solchen Fällen spricht die Rechtswissenschaft von relativer Unverhältnismäßigkeit. Ist lediglich eine Form der Nacherfüllung möglich, kann der Unternehmer im Falle eines Verbrauchsgüterkaufs iSd. § 474 BGB diese nach § 475 Abs. 4 S. 1 BGB nicht wegen Unverhältnismäßigkeit verweigern. § 475 Abs. 4 S. 1 BGB trat zum 1. Januar 2018 in Kraft, um die Rechtsprechung des EuGH in der Rechtssache Weber und Putz umzusetzen.

### Rückgewährpflicht
§ 439 Abs. 6 BGB verpflichtet den Käufer im Fall der Nachlieferung dazu, dem Verkäufer den mangelhaften Kaufgegenstand nach Maßgabe des Rücktrittsrechts zurückzugewähren. Gemäß § 346 Abs. 1 schuldet er die Rückübertragung des Gegenstands sowie die Herausgabe gezogener Nutzungen (§ 100 BGB). Gemäß § 347 Abs. 1 BGB schuldet er weiterhin den Ersatz von Nutzungen, die er nach den Regeln der ordnungsgemäßen Wirtschaft hätte ziehen können.
Die Pflicht zu Herausgabe und Ersatz von Nutzungen soll vermeiden, dass der Käufer dadurch einen ihm nicht zustehenden Vorteil erlangt, dass er im Austausch für eine gebrauchte Sache eine neue erhält. Im Bereich des Verbrauchsgüterkaufs kollidiert die Pflicht zu Herausgabe und Ersatz von Nutzungen mit der europarechtlichen Vorgabe, dass die Nacherfüllung für den Käufer frei von Unannehmlichkeiten sein soll. Daher befreit § 475 Abs. 3 S. 1 BGB den Käufer im Rahmen eines Verbrauchsgüterkaufs von der Pflicht, Nutzungen herauszugeben oder zu ersetzen. Durch diese nachträglich ins Kaufrecht integrierte Regelung folgte der Gesetzgeber der Rechtsprechung des EuGH, der die Ersatzpflicht als europarechtswidrig ansah.
§ 347 Abs. 2 S. 1 BGB räumt dem Käufer einen Anspruch gegen den Verkäufer auf Ersatz von Verwendungen ein, die er auf die mangelhafte Kaufsache getätigt hat. Ersatzfähig sind lediglich notwendige Verwendungen, also solche, die zum Erhalt der Sache erforderlich sind. Dies umfasst etwa die Futterkosten für ein Tier.

### Verjährung
Die Verjährung des Anspruchs auf Nacherfüllung richtet sich wie bei anderen Gewährleistungsrechten nach § 438 BGB; hierin liegt eine praktisch bedeutende Modifikation gegenüber dem ursprünglichen Leistungsanspruch aus dem Kaufvertrag, der den allgemeinen Verjährungsregeln unterliegt.
Gemäß § 438 Abs. 1 Nr. 3 BGB verjährt der Anspruch abweichend von der Regelverjährungsfrist des § 195 BGB grundsätzlich bereits innerhalb von zwei Jahren. Eine Verjährungsfrist von fünf Jahren gilt bei Bauwerken oder Sachen, die entsprechend ihrer üblichen Verwendungsweise für ein Bauwerk verwendet worden sind. Eine Verjährungsfrist von dreißig Jahren findet schließlich Anwendung, wenn die Kaufsache mit einem Herausgabeanspruch eines Dritten gegen den Käufer oder mit einem sonstigen im Grundbuch eingetragenen Recht belastet ist.
Die Verjährung beginnt gemäß § 438 Abs. 2 BGB bei Grundstücken mit der Übergabe, im Übrigen mit der Ablieferung der Sache.

## Nacherfüllung beim Werkvertrag (§ 635 BGB)

### Entstehungsgeschichte
§ 635 BGB wurde durch die Schuldrechtsreform von 2002 geschaffen. Er ist Nachfolger des früheren § 633 Abs. 2 BGB, der dem Besteller eines Werks, das nicht die vereinbarte Beschaffenheit aufwies, einen Anspruch auf Mängelbeseitigung einräumte.

### Normierung
(2) Der Unternehmer hat die zum Zwecke der Nacherfüllung erforderlichen Aufwendungen, insbesondere Transport-, Wege-, Arbeits- und Materialkosten zu tragen.
(3) Der Unternehmer kann die Nacherfüllung unbeschadet des § 275 Abs. 2 und 3 verweigern, wenn sie nur mit unverhältnismäßigen Kosten möglich ist.
 Auch beim Werkvertrag stellt die Nacherfüllung das primäre Rechtsmittel des Kunden, der im Werkrecht als Besteller bezeichnet wird, dar. Der Nacherfüllungsanspruch des Bestellers ist in § 635 BGB geregelt. Wie beim Anspruch aus § 439 BGB handelt es sich um eine Modifikation des ursprünglichen Erfüllungsanspruchs, der aus dem Werkvertrag folgt.

### Voraussetzungen
Der Nacherfüllungsanspruch setzt voraus, dass der Werkunternehmer dem Besteller eine Werkleistung erbringt, die im Zeitpunkt der Abnahme (§ 640 BGB) einen Mangel aufweist.
Das Werkvertragsrecht unterscheidet wie das Kaufrecht zwischen Sach- und Rechtsmängeln; das Begriffsverständnis beider Mängelarten deckt sich im Wesentlichen mit dem des Kaufrechts: Ein Sachmangel liegt gemäß § 633 Abs. 2 S. 1 BGB vor, wenn die Istbeschaffenheit des Werks von seiner Sollbeschaffenheit abweicht. Ein Rechtsmangel liegt vor, wenn ein Dritter am Werk gegenüber dem Besteller ein im Werkvertrag nicht vorgesehenes Recht geltend machen kann.

### Anspruchsinhalt
Wie im Kaufrecht kann der werkvertragsrechtliche Nacherfüllungsanspruch auf zwei Weisen erfüllt werden: durch Nachbesserung am gelieferten Werk und durch dessen Neuherstellung. Anders als im Kaufrecht darf hierbei allerdings der Unternehmer wählen, welche Form der Nachbesserung erfolgt, da er als Hersteller des Werks typischerweise am besten beurteilen kann, wie er den Anspruch des Bestellers am wirtschaftlichsten erfüllt.
Der Nacherfüllungsanspruch umfasst alle Tätigkeiten, die erforderlich sind, um einen vertragsgemäßen Zustand herzustellen. Dies umfasst das Beseitigen des Mangels sowie das Vornehmen der hierfür erforderlichen Vor- und Nacharbeiten.
Gemäß § 635 Abs. 2 BGB trägt der Unternehmer die Kosten der Nacherfüllung. Der Besteller kann allerdings an den Kosten der Nacherfüllung beteiligt werden, wenn er durch sie einen Vorteil erlangt, auf den er keinen Anspruch hat. So verhält es sich etwa, wenn das Werk infolge der Nacherfüllung wertvoller ist als das ursprünglich geschuldete. Dies entspricht dem im Schadensersatzrecht anerkannten Prinzip des Vorteilsausgleichs. Eine Beteiligung des Bestellers kommt ebenfalls in Bezug auf Sowiesokosten in Betracht. Hierbei handelt es sich um Kosten, die der Unternehmer zum Zweck der Nacherfüllung tätigt, auf die der Besteller allerdings keinen Anspruch hat.
Seit dem 1. Januar 2022 haben Händler nach § 439 Abs. 6 Satz 2 BGB nicht zur das Recht, sondern vielmehr die Pflicht, das mangelhafte Werk nach der Nachlieferung zurückzunehmen. Damit soll dem Aufwand des Käufers, die mangelhaften Sache selbst enstsorgen zu müssen, entgegengewirkt werden. Zugleich sollen Wettbewerbsvorteile größerer Händler ausgeglichen werden, die es sich leisten könnten, mangelhafte Ware beim Verbraucher zu belassen.
Als Ort der Nacherfüllung betrachtet die Rechtsprechung grundsätzlich den Ort, an dem sich das Werk vertragsgemäß befindet. Die Parteien können allerdings abweichend hiervon einen anderen Ort vereinbaren.

### Ausschluss der Nacherfüllung
§ 635 Abs. 3 räumt dem Unternehmer das Recht, die Nacherfüllung zu verweigern, ein, wenn sie unmöglich ist oder einen unverhältnismäßigen Kostenaufwand erfordert. Dies trifft zu, wenn das Interesse des Bestellers an der Mangelfreiheit des Werks in keinem angemessenen Verhältnis zum hierfür erforderlichen Aufwand steht.
Da das Werkvertragsrecht anders als das Kaufrecht Verbraucher nicht in besonderer Weise schützt, ist dieses Leistungsverweigerungsrecht nicht beschränkt, wenn ein Vertrag zwischen Verbraucher und Unternehmer vorliegt.

### Rückgewährpflicht
Stellt der Unternehmer ein neues Werk her, kann er das alte, mangelhafte Werk gemäß § 635 Abs. 4 BGB vom Besteller herausverlangen, da dieser lediglich ein Werk beanspruchen kann. Die Rückgewähr erfolgt nach Rücktrittsrecht. Diese Regelung ist § 439 Abs. 6 BGB nachempfunden.

### Verjährung
Die Verjährung des Anspruchs auf Nacherfüllung richtet sich wie bei anderen werkvertragsrechtlichen Mängelansprüchen nach § 634a BGB. Hiernach verjährt der Anspruch grundsätzlich innerhalb der regelmäßigen Verjährungsfrist. Ansprüche wegen eines Mangels an oder in Bezug auf ein Bauwerk verjähren innerhalb von fünf Jahren. Bei einem Werk, das in der Herstellung, Wartung oder Veränderung einer Sache oder in der Erbringung von Planungs- oder Überwachungsleistungen hierfür besteht, beträgt die Verjährungsfrist zwei Jahre.
Die Verjährung beginnt mit der Abnahme des Werks.